# Bruno Sansoni
Bruno Sansoni (* 2. April 1927 in Wunsiedel, Deutschland; † 30. April 2018) war ein deutscher analytischer Chemiker.
Bruno Sansoni war der Sohn des italienisch-deutschen Bildhauers Artur Sansoni und der deutschen Malerin Helene Sansoni-Balla. In seiner Jugend genoss er künstlerischen Unterricht. Nach Freilassung aus der Kriegsgefangenschaft, in die er im Zweiten Weltkrieg geraten war, war er für kurze Zeit Privatsekretär des russisch-deutschen Polarforschers Leonid Breitfuß.
Von 1946 bis 1955 studierte er Chemie und Geologie in Erlangen, Regensburg und München. Nach der Promotion in Chemie 1956 an der Ludwig-Maximilians-Universität München ging er an  Dänemarks Technische Hochschule in Kopenhagen zu Niels Janniksen Bjerrum, wechselte aber noch im selben Jahr an das Chemische Institut der Philipps-Universität Marburg zu Carl Mahr. Dort habilitierte er sich 1965 in analytischer Chemie mit der Arbeit Neue chemische Arbeitsmethoden durch heterogene Reaktionen: Redoxaustauscher und numerometrische Titrationen und wurde Privatdozent am Institut für Kernchemie.
1966 wurde er Leiter der Radiochemisch-analytischen Abteilung im Institut für Strahlenschutz an der damaligen Gesellschaft für Strahlenforschung in Neuherberg bei München unter Felix Wachsmann und Wolfgang Jacobi. 1973 erhielt er eine Professur für analytische Chemie an der Fakultät für Landwirtschaft und Gartenbau der Technischen Universität München auf dem Campus Weihenstephan an der heutigen TUM School of Life Sciences. 1976 wechselte er zur Kernforschungsanlage Jülich und leitete dort die Zentralabteilung für chemische Analysen. Nach seiner Pensionierung 1992 zog Bruno Sansoni nach Bad Abbach und war in seinem Unternehmen International Environment Consulting weiterhin aktiv.
Seine Arbeitsgebiete waren die Spurenanalyse von Elementen und Radionukliden in der Umwelt, die Entwicklung chemischer Methoden durch heterogene Reaktionen zwischen Lösungen und unlöslichen Reagenzien sowie die Radonbalneologie im Fichtelgebirge.
Bruno Sansoni ist Vater des plastischen Künstlers Andreas Sansoni und der Gärtnerin Maria Sansoni-Köchel.